# Qualcuno da amare (film 2012)
Qualcuno da amare (ライク・サムワン・イン・ラブ?, Raiku samuwan in rabu) è un film del 2012 diretto da Abbas Kiarostami.
Si tratta dell'ultima direzione del regista iraniano Kiarostami; il film, ambientato in Giappone, è stato presentato in anteprima e in concorso per la Palma d'oro alla 65ª edizione del Festival di Cannes.

## Trama
Tokyo. Akiko è una giovane studentessa che, trasferitasi due anni prima dalla provincia per frequentare sociologia all'università, si prostituisce all'insaputa della famiglia e del gelosissimo fidanzato Noriaki. Una sera il suo protettore Hiroshi le procura un appuntamento a casa di un anziano professore in cerca di momenti di pura amicizia per alleviare la sua solitudine.
Akiko, alla vigilia di un esame, e con la nonna arrivata in città proprio per incontrarla, vorrebbe sottrarsi ma poi accetta anche perché forse non sa come affrontare la nonna che potrebbe sospettare qualcosa. A casa del professor Watanabe, Akiko, dopo un breve dialogo, si infila nel letto, mandando in fumo i progetti "romantici" del garbato anziano che, vistala esausta, la lascia dormire. La mattina seguente la accompagna all'università dove ad aspettarla c'è il fidanzato che fa una scenata di gelosia. Noriaki avvicina poi Watanabe prendendolo per il nonno di Akiko. Lui sta al gioco e capisce che l'innamoratissimo fidanzato vorrebbe sposarla convinto che così si risolverebbero i problemi tra loro.
Uscita dall'università, Akiko imbarazzata sale in auto con i due uomini, quindi Noriaki, che ha un'officina, si offre di fare una riparazione al volo all'auto di quello che crede essere il nonno della sua fidanzata. I tre poi si dividono ma il professore, appena tornato a casa, riceve una telefonata da Akiko che gli chiede aiuto. Da un cliente dell'officina che conosceva il professor Watanabe, Noriaki deve aver scoperto che quell'uomo non è il nonno di Akiko e così ha finalmente messo insieme tutti gli elementi e poi, fuori di sé, ha raggiunto la ragazza colpendola al volto. Watanabe soccorre Akiko e la riporta a casa sua, ma presto i due sono raggiunti dal ragazzo ancora infuriato. Dopo aver dato in escandescenze fuori dalla porta e danneggiato l'auto di Watanabe, Noriaki manda in frantumi una finestra e il professore cade a terra.

## Premi
- Festival di Cannes 2012
  - Candidato alla Palma d'oro
- Asian Film Awards
  - Candidatura per Miglior Fotografia (Katsumi Yanagijima)
  - Candidatura per Miglior Regista (Abbas Kiarostami)
  - Candidatura per Miglior Attore Non Protagonista (Ryo Kase)
- Chicago International Film Festival
  - Candidatura per Pellicola Internazionale
- Japanese Professional Move Awards
  - Migliori 5 Film